# Carmo Bernardes
Carmo Bernardes da Costa (Patos de Minas, 2 de diciembre de 1915 — Goiânia, 25 de abril de 1996) fue un escritor brasileño.
Radicou-si en Goiás y era considerado un maestro de la literatura regionalista. Nació en Patos de Minas, la familia se transfirió para la ciudad de Hermosa, GO en 1921 y, en 1927 para el municipio de Anápolis, GO. Estudio primario entre las dos ciudades. Vivió en medio rural hasta 1945. Aprendió actividades madeireiras con el padre. En la ciudad ejerció variadas profesiones. Fue carpinteiro, albañil, pintor de paredes, protético y después periodista. Se especializó en la redacción de correspondencia y documentos oficiales y en esa profesión entró para el servicio público en 1959. Fue oficial administrativo en varios órganos del gobierno de Goiás. En 1964 fue indiciado en los IPMS de la subversão y respondió a proceso en los tribunales políticos. Habiendo sido alejado del servicio público, vuelta para el periodismo profesionalmente donde dirigió la redacción de periódicos y vueltas a ver en Anápolis y Goiânia. Participó de congresos, se hizo cronista y un precoce defensor del medio ambiente, dedicándose las actividades ecológicas desde 1945. Consejero de la Fundación Inca, fue representante en el I Encuentro Nacional sobre la Protección y Mejoría del Medio ambiente y en la Primera Conferencia Nacional.   
Era un defensor ardoroso de la fauna y de la flora brasileña, principalmente del cerrado. Era miembro de la Academia Goiana de Letras y recibió incontables homenajes.
A su respeto dijo Jorge Amado: "Mi ida la Goiânia, me dio el placer del conocimiento personal del bueno camarada, pero sólo al volver para Bahía, al leer "Jurubatuba", pude dar cuenta de la enorme fuerza creadora del tranquilo escritor, casi escondido en los fondos del librería de Paulo Araújo. Libro en el cual el regional se hace realmente universal a través de una narrativa poderosa y clara, admirablemente simple - y como es difícil llegar a esa simplicidade de un lenguaje puro y límpida! gran libro, Carmo, a colocar el autor en la primera fila de los ficcionistas brasileños."
Autor de una vasta obra, Selva-Bichos y Gente fue el último escrito por Carmo Bernardes, lanzado en 2003. Aunque la palabra gente aparezca en el título del libro, los protagonistas son los bichos y el hombre sólo aparece como mero coadyuvante y, casi siempre, en el papel de predador.
Entre los diversos premios que recibió, destaca la edición de "Ressurreição de un cazador de gatos" por la Casa de las Americas en Cuba. 

## Obras del autor
- Vida mundo - cuentos, 1966 Librería Brasil céntrica Editora - Goiânia
- Rememórias - crónicas, 1968 Librería Leal Editora - GO
- Rememórias dos - crónicas, 1969 ídem
- Jurubatuba - romance, 1972 Dep. Provincial de Cultura - GO
- Reçaga - cuentos, 1972 Librería Leal Editora GO
- Arena blanca - cuentos, 1976 Librería Editora Cultura Goiana
- Idas y venidas - cuentos y causos, 1977 Editora Codecri RJ
- Fuerza de la Nueva - relembranças, 1981 Secretaría de Educación del Estado - GO
- Nunila - romance, 1984 Ed. Record - RJ
- Cuarto creciente, 1985 Universidad Federal de Goiás
- Memorias del viento - romance, 1986 Ed. marco Cero - RJ
- Ressurreição de un cazador de gatos, cuentos, 1991 Casa de Américas - Cuba
- Santa Rita - romance, 1993 Ed. EFG - GO
- Jângala - complejo del Araguaia, 1994 Edición del autor - GO
- Manzana de la llena - textos de Goiás, 1995 Edición del autor - GO
- Selva bichos y gente - crónicas, 2003 Agepel Editora